# بيونير 2
بيونر 2 (بالإنجليزية: Pioneer 2)‏ وهو ثالث وآخر برنامج بيونير أُطْلِق، وقد صمم ليحط على سطح القمر في 8 نوفمبر 1958، انتهت المرحلة الأولى والثانية دون أي حوادث، لكن في المرحلة الثالثة تسبب حريق في المركبة في فقدانها التوازن.